# Kentron V3
Bei der Kentron V3 (aber auch Armscor oder Denel) handelt es sich um eine wärmesuchende Luft-Luft-Lenkwaffe mit kurzer Reichweite, die von der South African Air Force (SAAF) seit 1973 eingesetzt und beständig weiterentwickelt wird.

## Versionen

### V3A
Als die Entwicklung der Kentron V2 eingestellt wurde, verfügte die SAAF über keine Kurzstrecken-Luft-Luft-Rakete. So wurden 50 französische R.530 (1963) und später 100 R.550 Magic (1973) beschafft. Mit der zunehmenden politischen Isolierung Südafrikas wegen dessen Apartheidpolitik wurde es dem Land erschwert, Waffen zu importieren. Deshalb wurde 1969 mit der Entwicklung der V3A begonnen. Sie sollte insbesondere in ihrer Manövrierfähigkeit besser sein als eine AIM-9B Sidewinder.
Da sich die Entwicklung hinzog, konnten die Piloten der SAAF erste Erfahrungen mit der R.550 Magic sammeln. Man erkannte, dass die Magic besser als eine AIM-9B war. Darum orientierten sich die Entwickler an der Magic und das Ergebnis war die V3A. Diese ist zwar vom Aufbau her der Magic relativ ähnlich, aber nicht identisch. Die Produktion begann 1975 und endete noch im selben Jahr nach nur 20 gebauten Exemplaren. Die V3A wurde an der Dassault Mirage F1CZ bis zum Jahr 1978 verwendet.
Die V3A war in ihrem Einsatz beschränkt, da sie mit ihrem Erfassungsbereich von 30° hinter einem gegnerischen Flugzeug sein musste. Die Rakete konnte nur unter einer niedrigen g-Belastung abgefeuert werden, da die Zelle der V3A nur Manövern bis 25 g standhielt; zudem hatte sie eine maximale Flugzeit von nur 25 Sekunden. Vorteilhaft beim Einsatz war, dass das Zielsystem für die V3A im Pilotenhelm integriert war. So konnte der Pilot ein Ziel schon erfassen und aufschalten, bevor es überhaupt im Erfassungsbereich der V3A war. Sie war damit eine der ersten Lenkwaffen, die über solch ein System verfügte.

### V3B Kukri
Mit der Entwicklung der V3B wurde 1975 begonnen. Sie wurde nur in einigen Details gegenüber der V3A verbessert. Die Rakete erreicht eine Geschwindigkeit von Mach 1,8, ihre Zelle hält Manövern von bis zu 40 g stand und sie wiegt 74,25 kg. Die Reichweite wurde auf 5 km erhöht, obwohl die maximale Flugzeit bei 25 Sekunden blieb. Am Suchkopf wurde der Schielwinkel auf 34° vergrößert und der passive Infrarotsensor wurde etwas empfindlicher. Die V3B wurde von der Atlas Impala Mk II und allen Mirage-F1- und III-Versionen der SAAF eingesetzt. Während der Test- und Evaluationsphase wurde sie auch an einem Hubschrauber Atlas XTP-1 getestet. Die Produktion der V3B begann 1979 und wurde 1985 nach nur 450 gebauten Exemplaren wieder eingestellt. 1981 sollte die V3B mit dem Zusatz „Kukri“ auch international vermarktet werden; diese Bemühungen blieben jedoch erfolglos. Erstmals zum Kampfeinsatz kam die V3B während der Operation Protea, die vom 23. August bis 4. September 1981 in der angolanischen Provinz Cunene stattfand.
In den Kämpfen gegen die angolanischen MiG-23 während des Bürgerkriegs in Angola (1975–1989) mussten die SAAF-Piloten feststellen, dass die R.550 Magic doch nicht so gut und die V3B sogar noch schlechter war. So konnten Piloten der SAAF während des Krieges mit der V3B nur vier Abschüsse (drei MiG-23, eine An-26) erzielen. Dies sorgte für erhebliche Spannung zwischen den SAAF-Piloten und dem Kentron-Personal. So gibt es einen Bericht über einen Luftkampf, in dem zehn V3B auf zwei MiG-23 abgefeuert wurden und keine traf.

### V3C Darter
Im Jahr 1986 ging die V3C in Produktion, mit deren Entwicklung schon 1983 begonnen worden war. Sie wurde so umfassend überarbeitet, dass sie schon fast eine andere Rakete ist. Sie ist deutlich kürzer (2750 mm), hat einen größeren Durchmesser (157 mm) und wiegt mit 89 kg mehr. 16 kg entfallen dabei auf den Gefechtskopf, der mit dem Sprengstoff Torpex gefüllt ist und einen Mantel aus kleinen Wolfram-Würfeln aufweist. Die V3C verfügt über die gleiche mechanische und elektrische Schnittstelle wie die R.550 Magic. Sie kann daher von allen Flugzeugen, die für die Magic freigegeben sind, abgefeuert werden. Tatsächlich wurde sie nur von der SAAF an der Mirage III, F1, Cheetah und Impala Mk II benutzt. Sie ist auch für den Kampfhubschrauber Denel AH-2 Rooivalk freigegeben, wird an diesem aber nicht verwendet.
Einer der Hauptkritikpunkte an der V3B war der Suchkopf, der für die V3C vollständig neu gestaltet wurde. Nunmehr wird ein Zwei-Farben-Detektor mit einem Sichtwinkel von 55° verwendet, der weniger anfällig gegenüber Täuschkörpern sowie anderen Störquellen (Sonne, Feuer am Boden) ist. Die Zielelektronik sowie die Software wurden verbessert, dadurch ist die V3C eine All-aspect-Lenkwaffe, die Ziele aus allen Richtungen angreifen kann. Der Feststoffraketenmotor brennt zwei Sekunden und beschleunigt die Rakete auf bis zu Mach 2,2.
Obwohl als Ersatz für die im Buschkrieg eingesetzte V3B entwickelt, wurde die V3C erst 1990 nach dem Ende des Krieges in die Bewaffnung übernommen, mit der Einführung der Saab JAS 39 Gripen aber bereits wieder außer Dienst gestellt.

#### U-Darter
Eine Version der V3C ist die U-Darter (upgraded). Sie wurde speziell für die Cheetah C/D entwickelt. Gegenüber der V3C hatte sie einen etwas größeren Durchmesser (160 mm) und wog 96 kg. Der Splittersprengkopf hatte eine Masse von 15 kg. Weiter wurde ein digitaler Autopilot und ein Indium-Antimon-Infrarotsuchkopf verbaut. Bei dem Sensor handelt es sich um ein Modul mit 100 × 100 Pixeln, das kardanisch aufgehängt ist und einen Schielwinkel von 56° aufweist. Dieser Suchkopf kann dank seiner hohen Auflösung besser mit Infrarotgegenmaßnahmen wie Flares umgehen. Die Zelle der U-Darter hält Flugmanövern bis zu 50 g stand.
Die U-Darter wurde je nach Quelle zwischen 1994 und 1997 in Dienst gestellt. Von ihr wurden nur wenige Exemplare hergestellt, die im Jahr 2008 zusammen mit der Cheetah außer Dienst gestellt wurden.

### V3E A-Darter

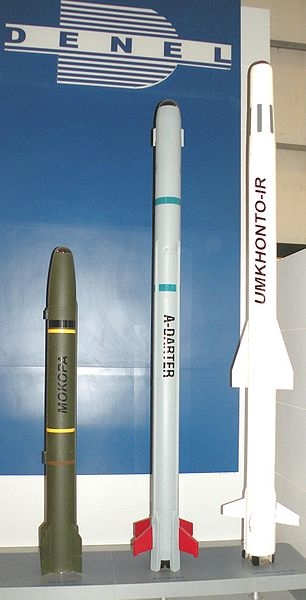
Eine V3E A-Darter (Mitte)

Ursprünglich stellte Kentron 1994 die A-Darter (Agile) als ein Upgrade der U-Darter vor, um sie für Nutzer der General Dynamics F-16 interessant zu machen. Dieses Upgrade umfasste einen IIR-Sensor (Imaging Infrared) und eine Schubvektorsteuerung. Es tauchten immer wieder Berichte über dieses Upgrade auf. So gab es 1997 einen Bericht, dass die A-Darter schon 2005 in Dienst gestellt werden könne. Im Jahr 1999 wiederum gab Kentron bekannt, dass sie die A-Darter als Basis für die Umkhonto nutze. Erst im Jahr 2006 wurde offiziell verkündet, dass Südafrika und Brasilien gemeinsam die V3E A-Darter entwickeln und einsetzen wollen. Als Projektkosten wurden 1 Milliarde Südafrikanische Rand veranschlagt, Denel plant aber weitere 2 Milliarden Rand in den nächsten 15 Jahren für die weitere Entwicklung ein. Im selben Jahr wurde bekannt, dass die A-Darter das von BAE Systems hergestellte inertiale Navigationssystem SilMU02 verwendet.
Für die A-Darter ist eine Reichweite von etwa 10 km geplant. Die Rakete ist 2980 mm lang und hat einen Durchmesser von 166 mm. Obwohl sie etwas größer als die U-Darter ist, wiegt sie etwas weniger (90 kg). Noch ist unbekannt, was für einen Gefechtskopf sie nutzt; wahrscheinlich wird es ein Splittersprengkopf mit Näherungszünder wie bei der U-Darter sein. Auch wird die Zielerfassung über das Helmdisplay verbessert.
Die A-Darter verwendet den MIL-STD-1553-Bus und soll bei der SAAF an der Saab JAS-39 Gripen und der BAE Hawk verwendet werden. Die Força Aérea Brasileira möchte mit der A-Darter die MAA-1 Piranha von Mectron ersetzen; sie soll an der AMX Ghibli, Northrop F-5E Tiger II, Embraer EMB 314 und dem Gewinner des F-X2 Wettbewerbs (Gripen, Rafale oder Super Hornet) genutzt werden. Ein weiterer potenzieller Nutzer ist Pakistan, das 2007 Interesse an der A-Darter für die JF-17 Thunder äußerte. Pakistan hatte bereits 1996 Interesse an der U-Darter geäußert; dieses Abkommen über ein Volumen von 160 Millionen US-Dollar war aber nicht zustande gekommen. Die Volksrepublik China bekundete 2004 ebenfalls ein Kaufinteresse an der A-Darter. Mit dem Beginn der Entwicklung der PL-10 ging dieses Interesse jedoch recht schnell verloren.
Am 26. Februar 2009 verkündete Denel, dass Mitte Februar die ersten bodengestützten Teststarts der A-Darter auf dem Raketentestgelände in Overberg stattfanden. Etwas mehr als ein Jahr später konnte Denel am 21. Juli 2010 den erfolgreichen Start von einer Gripen berichten. Es wird geplant, mit der Serienproduktion im Jahr 2012 zu beginnen. Von 2013 an – so die Planung – sollen die ersten A-Darter für die SAAF verfügbar sein. Weiter gibt es Pläne für Updates (Mk. 2 und Mk. 3) und diverse Varianten der A-Darter, unter anderem für eine A-Darter light (kurze Reichweite), A-Darter ER (Extended Range/Erweiterte Reichweite) sowie eine Luft-Boden-Version.

## Ersatz für die V3B
Während des angolanischen Bürgerkrieges (1975–1989) wurde immer deutlicher, dass die V3B keine wirklich effektive Lenkwaffe war. Verschärfend kam hinzu, dass Angola Anfang der 1980er-Jahre Kampfflugzeuge vom Typ MiG-23 geliefert bekam. Denel wollte daher für die Mirage F1CZ sowie die Atlas Cheetah C/D die V3C entwickeln, unterschätzte jedoch die Technologie und die bis zur Einsatzbereitschaft benötigte Zeit. Da aber die SAAF eine Kurzstrecken-Luft-Luft-Rakete brauchte, begann sie mit der Suche auf dem internationalen Markt. 
Es wurden zunächst 18 russische Wympel R-73 gekauft, die als V3P Archer bezeichnet und an der Mirage F1 getestet wurden.
Als Übergangslösung bis zur Einsatzbereitschaft der V3C wurden 50 israelische Python-3 beschafft, die als V3S Snake bezeichnet und 1987 geliefert wurden. Die V3S wurde 2008 zusammen mit der Cheetah außer Dienst gestellt.